# شهرداری آیزکراوکل
شهرداری آیزکراوکل (به لاتین: Aizkraukle Municipality) یک شهرداری در کشور لتونی است.

## خصوصیات
شهرداری آیزکراوکل ۱۰٬۰۸۰ نفر جمعیت دارد.